# SOFR
SOFR (Secured Overnight Financing Rate) — «эталонная» процентная ставка на денежном рынке в долларах США, представляющая собой ставку, соответствующую медиане объёма транзакций трёх различных видов РЕПО на условиях «овернайт» под обеспечение государственными ценными бумагами Казначейства США.

## Происхождение
В 2014 году ФРС США создала Комитет по альтернативным справочным ставкам, состоящий из участников финансовых рынков. В качестве замены ставки LIBOR Комитет в 2017 году предложил SOFR или «ставку обеспеченного финансирования ʺовернайтʺ».

## Характеристики LIBOR и SOFR
| Характеристика             | LIBOR                             | SOFR                            |
| -------------------------- | --------------------------------- | ------------------------------- |
| Обеспечение                | бланковая                         | обеспеченная                    |
| Срочность                  | от «овернайт» до года             | «овернайт»                      |
| Премия за риск             | премия за кредитный риск заёмщика | премия за рыночный риск         |
| Исходные данные            | декларируемые ставки банков       | фактические ставки по операциям |
| Объём торгов в день (2019) | $0,5 млрд.                        | $1,1 трлн.                      |

## Исходные данные и расчёт
В основу SOFR легли сделки на рынке РЕПО под обеспечение долговых ценных бумаг Казначейства США. Ежедневный объём операций РЕПО с американским государственным долгом превышает $1,1 трлн в день. Статистику внебиржевых операций для расчёта ставки предоставляют Bank of New York Mellon и Fixed Income Clearing Corporation (дочерняя компания Depository Trust & Clearing Corporation). Прототип SOFR рассчитывается с 2014 года, в 2018 году исходная методология расчёта была модифицирована и американские данные доступны для широкой аудитории.

## Администратор ставки
Администратором ставки стал Федеральный резервный банк Нью-Йорка, который запустил ежедневную публикацию SOFR в апреле 2018 года.